# 百威亞太
百威亞太控股有限公司 （英語：Budweiser Brewing Company APAC Limited，港交所：1876），是百威英博旗下公司，主要在亞太區(不包括澳洲)從事生產及銷售啤酒。2020年12月7日成為恒生指數成份股。

## 历史
2019年7月，百威英博分拆百威亞太上市，發售16.27億股，招股價介乎40元至47港元，集資650.6億至764.47億港元。其後，百威亞太因為估值問題取消上市。百威亞太上市保薦人摩根大通及摩根士丹利估計因而損失了最多1.7億美元收入。百威亞太上市失敗後，向朝日啤酒出售澳洲業務，作價113億美元。
2019年9月12日，已賣走澳洲業務的百威亞太再次提交上市申請，而據其2019年9月18日刊發的新一份招股書可見，是次全球發行12.62億股，招股價介乎27港元至30港元，集資介乎340.83億港元至378.71億港元，即較首次嘗試來港招股上市時集資規模縮減近半。不過，連同百威亞太於完成公開招股的翌日(2019年9月24日)公布已部份行使發售量調整權，令全球發行規模由原來的12.62億股擴大至近14.52億股，再加上於2019年10月3日(即該股上市後第4個交易日)悉數行使的近2.18億股超額配股權，百威亞太是次集資規模可謂正式加碼至450.75億元。

最終百威亞太今次國際發售雖然僅獲輕微超額認購，但藉此機會成功引入了新加坡政府投資公司為基礎投資者，新加坡政府投資公司亦已確認認購2.9億股百威亞太股份，以每股27港元的定價計，涉資78.3億港元。而最終該股香港公開發售部份獲近5.04萬份申請，即公開部份錄得超額認購2.64倍，國際發售則獲輕微超額認購；集資淨額約381.543億元。
2019年9月30日在港交所成功上市。
2019年9月30日，恒生指數公告恒生指數系列成份股變動， 由於百威亞太 (1876.HK)符合恒生綜合指數的快速納入指數規則要求， 將被納入恒生綜合指數，包括恒生綜合行業指數 – 必需性消費、 恒生綜合大型股指數、 恒生綜合大中型股指數，以及 恒生消費品製造及服務業指數。有關變動將於2019年10月15日 (星期二) 收市後作出，並於2019年10月16日(星期三) 起生效。
2020年12月7日，百威亞太成為恒生指數成份股。